# EDonkey2000
eDonkey2000 – aplikacja P2P, która pozwalała na współdzielenie plików przez Internet, stworzona przez MetaMachine na podstawie protokołu MFTP. Program obsługiwał sieci ed2k i Overnet.
MetaMachine stworzyła również sieć Overnet, która jest bardzo podobna do sieci ed2k, lecz nie korzysta się w niej z centralnych serwerów. W 2004 roku MetaMachine ogłosiło, że zamierza zaprzestać rozwoju Overnetu i skoncentrować się na eDonkey2000 (klient eDonkey2000 od wersji 1.0 zawierał obsługę sieci Overnet).
Ostatnia wersja klienta zawierała wtyczkę, która pozwala ściągać pliki z sieci BitTorrent.
12 września 2006 MetaMachine zawarło ugodę z RIAA, firma zapłaciła 30 milionów dolarów odszkodowania, aby zapobiec ewentualnemu procesowi o łamanie praw autorskich. Ugoda przewidywała również natychmiastowe zaprzestanie dystrybucji programu eDonkey2000, jak również podjęcie działań mających na celu uniemożliwienie dotychczasowym użytkownikom aplikacji jej dalszego używania. Usunięto również stronę internetową, zamiast niej widnieje tylko komunikat pożegnalny.
Mimo tego nadal można korzystać z sieci eDonkey, za pomocą innych klientów, takich jak: eMule, aMule, Shareaza czy MLDonkey.

## Historia klienta eDonkey2000
6 września 2000 roku udostępniono pierwszą wersję programu eDonkey2000 (klienta i serwer), stworzoną przez Jeda McCaleba (Swamp).
10 września 2001 zaczęto rozprowadzać klienta z oprogramowaniem szpiegującym Gator, a 18 lutego 2002 roku z oprogramowaniem szpiegującym Cydoor.
20 czerwca 2003 roku wydano nową wersję 0.49, w której dodano obsługę systemu Horde. System Horde grupował osoby ściągające ten sam plik, tak aby można było szybciej ukończyć jego pobieranie. Klienci w Horde nie czekali w kolejce i nie był dla nich przerywany transfer po wysłaniu jednego kawałka (ang. chunk) danych (normalnie po wysłaniu jednego kawałka danych transfer był przerywany i następna osoba w kolejce mogła pobierać dane). System włączało się przez ustawienie priorytetu pliku na najwyższy.
30 lipca 2004 roku wydano klienta eDonkey2000 w wersji 1.0, główną nowością było połączenie eDonkey2000 i Overnet w jedną aplikację (od tego momentu można było jednocześnie łączyć się z siecią ed2k i Overnet).
Ostatnia dostępna wersja programu miała numer 1.4.5.